# Boromys
Boromys är ett släkte av utdöda däggdjur som ingår i familjen lansråttor. Boromys levde på Kuba.
Dessa lansråttor skiljer sig i skallens och tändernas konstruktion från närbesläktade arter. Ben av arterna hittades i olika regioner på Kuba. B. offella användes kanske som mat av ursprungsbefolkningen.
Kladogram enligt Catalogue of Life och Wilson & Reeder (2005):
| Boromys | \| \| Boromys offella \| \| \| \| \| \| Boromys torrei \| \| \| \| |
|         | \| \| Boromys offella \| \| \| \| \| \| Boromys torrei \| \| \| \| |
|         | Boromys offella                                                    |
|         |                                                                    |
|         | Boromys torrei                                                     |
|         |                                                                    |